# Hannes Þór Halldórsson
Hannes Þór Halldórsson (* 27. April 1984 in Reykjavík) ist ein ehemaliger isländischer Fußballtorhüter und heutiger Filmemacher.

## Karriere
Im Jahr 2002 begann er seine Karriere bei Leiknir Reykjavík. Nach Stationen bei UMF Afturelding und UMF Stjarnan wechselte er zu Fram Reykjavík. Hier spielte er durchgehend in der Pepsideild, der höchsten Liga in Island. Nach dem Erreichen des Pokalfinales im Jahr 2009 debütierte er in der Saison darauf im internationalen Vereinsfußball. Bei der Teilnahme an der UEFA Europa League 2009/10 wurde die 2. Qualifikationsrunde erreicht. Im Jahr 2011 verließ er den Verein.
Am 1. Februar 2011 wechselte Hannes Þór Halldórsson zum Ligakonkurrenten KR Reykjavík. Im Jahr 2013 wurde er Meister in Island und 2014 konnte er mit dem Verein auch den Pokalsieg in Island erringen. Zwischenzeitlich wurde er von März bis Mai 2012 an Brann Bergen nach Norwegen verliehen. Somit spielte er zum ersten Mal in seiner Karriere außerhalb von Island.
Sein Debüt in der höchsten norwegischen Liga, der Tippeligaen, gab er am 30. März 2012. Beim 3:1-Heimsieg gegen Sandnes Ulf stand er die gesamte Spielzeit auf dem Feld. Nach seiner Rückkehr im Mai 2014 spielte er noch bis 2014 bei KR Reykjavík.
Hannes Þór Halldórsson wechselte am 1. Januar 2014 nach Norwegen zu Sandnes Ulf. Die erste Spielzeit mit Sandnes Ulf spielte er in der Tippeligaen, wo am Ende der Saison 2014 der Abstieg feststand. Die darauffolgende Spielzeit spielte er in  der zweiten norwegischen Liga, der 1. Division. Mitten in der Ganzjahressaison 2015 verließ er den Verein.
Zum 6. Juli 2015 wechselt er in die Eredivisie zu NEC Nijmegen. Sein Debüt in der höchsten niederländischen Spielklasse gab er am 12. August 2015, dem 1. Spieltag. Beim 1:0-Sieg gegen Excelsior Rotterdam stand er 90 Minuten zwischen den Pfosten. Am 16. Oktober 2015 zog er sich eine Schulterverletzung zu, wegen der er bis Anfang März 2016 verletzungsbedingt pausieren musste.
Nach Auskurieren seiner Verletzung wurde er am 11. März 2016 an den FK Bodø/Glimt verliehen. Die Leihe beim norwegischen
Erstligisten läuft noch bis zum 18. Juli 2016. Hannes Þór Halldórsson besitzt bis zum 30. Juni 2017 einen Vertrag beim NEC Nijmegen.
Im Jahr 2016 wechselte er zum Randers Football Club in die 1. Dänische Liga.
Neben dem Fußball ist Hannes Þór Halldórsson auch als Filmemacher tätig. In seiner Verantwortung entstand unter anderem das Musikvideo von Islands Beitrag zum Eurovision Song Contest 2012 (Greta Salóme & Jónsi). Sein Spielfilmdebüt Cop Secret  wurde im August 2021 beim Locarno Film Festival aufgeführt.

## Nationalmannschaft
Hannes Þór Halldórsson debütierte am 6. September 2011 in der A-Nationalmannschaft von Island. Beim 1:0-Erfolg über Zypern im Qualifikationsspiel zur Fußball-Europameisterschaft 2012 stand er über 90 Minuten auf dem Platz. Zuvor stand Hannes Þór Halldórsson schon seit 2009 regelmäßig im Kader der Isländer, kam jedoch zu keinem Einsatz.
Bei der Fußball-Europameisterschaft 2016 in Frankreich wurde er als Nummer eins in das Aufgebot Islands aufgenommen und stand in allen drei Partien der Gruppenphase sowie beim 2:1-Achtelfinal-Erfolg gegen England und der 2:5-Niederlage gegen Frankreich im Viertelfinale im Tor. Zudem stand er im isländischen Kader für die Weltmeisterschaft 2018 in Russland. Island schied nach einem Unentschieden gegen Argentinien und Niederlagen gegen Nigeria und Kroatien als Letzter der Gruppe D noch in der Vorrunde aus; Hannes Þór Halldórsson stand in allen drei Partien im Tor und parierte im Spiel gegen Argentinien einen von Lionel Messi getretenen Strafstoß.

## Erfolge
- Isländischer Meister: 2011, 2013 & 2020
- Isländischer-Fußballpokal-Sieger: 2014
- Aserbaidschanischer Meister: 2019